# Laghanga
Laghanga è una circoscrizione rurale (rural ward) della Tanzania situata nel distretto di Hanang, regione del Manyara. Conta una popolazione di 11 872 abitanti (censimento 2012).